# Meeting Areva 2011
Navigation
Édition précédente Édition suivante
Le Meeting Areva 2011 s'est déroulé le 8 juillet 2011 au Stade de France de Saint-Denis, en France. Il constitue la huitième étape de la Ligue de diamant 2011.

## Faits marquants
La compétition est marquée par les meilleures performances mondiales de l'année établies par Yargelis Savigne au triple saut (14,99 m), par Christina Obergföll au javelot (68,01 m, record du meeting) et par Zuzana Hejnová sur 400 m haies (53 s 29). 
Usain Bolt remporte l'épreuve du 200 m en 20 s 03, devant Christophe Lemaitre (20 s 21), alors que Kelly-Ann Baptiste établit l'une des meilleures marques de l'année sur 100 m en 10 s 91. Sur 110 m haies, le duel Dayron Robles / David Oliver tourne à l'avantage du premier qui s'impose au millième de seconde en 13 s 09

## Résultats

### Hommes
| Épreuve          | Vainqueur                                        | Second                            | Troisième                            |
| ---------------- | ------------------------------------------------ | --------------------------------- | ------------------------------------ |
| 200 m            | Usain Bolt 20 s 03                               | Christophe Lemaitre 20 s 21 (SB)  | Darvis Patton 20 s 59                |
| 400 m            | Chris Brown 44 s 94 (SB)                         | Jonathan Borlée 45 s 05           | Jermaine Gonzales 45 s 43            |
| 1 500 m          | Amine Laâlou 3 min 32 s 15                       | Asbel Kiprop 3 min 33 s 04        | Bernard Lagat 3 min 33 s 11 (SB)     |
| 110 m haies      | Dayron Robles 13 s 09                            | David Oliver 13 s 09              | Dwight Thomas 13 s 18                |
| 3 000 m steeple  | Mahiedine Mekhissi-Benabbad 8 min 02 s 09 (PB)   | Ezekiel Kemboi 8 min 07 s 14 (SB) | Benjamin Kiplagat 8 min 08 s 43 (PB) |
| Saut en longueur | Irving Saladino 8,40 m (SB)                      | Chris Tomlinson 8,35 m (NR)       | Greg Rutherford 8,27 m (SB)          |
| Saut en hauteur  | Jaroslav Bába 2,32 m (SB) Aleksey Dmitrik 2,32 m | -                                 | Ivan Ukhov 2,30 m                    |
| Saut à la perche | Renaud Lavillenie 5,73 m                         | Jérôme Clavier 5,63 m (SB)        | Konstadínos Filippídis 5,63 m        |
| Lancer du disque | Robert Harting 67,32 m                           | Piotr Małachowski 67,26 m         | Gerd Kanter 67,24 m                  |

### Femmes
| Épreuve           | Vainqueur                            | Seconde                             | Troisième                         |
| ----------------- | ------------------------------------ | ----------------------------------- | --------------------------------- |
| 100 m             | Kelly-Ann Baptiste 10 s 91 (SB)      | Veronica Campbell-Brown 10 s 95     | Kerron Stewart 11 s 04            |
| 800 m             | Caster Semenya 2 min 00 s 18         | Halima Hachlaf 2 min 00 s 60        | Jennifer Meadows 2 min 00 s 74    |
| 5 000 m           | Meseret Defar 14 min 29 s 52 (WL)    | Sentayehu Ejigu 14 min 31 s 66 (SB) | Mercy Cherono 14 min 35 s 13 (PB) |
| 400 m haies       | Zuzana Hejnová 53 s 29 (WL, NR)      | Kaliese Spencer 53 s 45 (SB)        | Natalya Antyukh 54 s 41 (SB)      |
| Triple saut       | Yargelis Savigne 14,99 m (WL)        | Olha Saladukha 14,81 m              | Olga Rypakova 14,48 m (SB)        |
| Lancer du poids   | Valerie Adams 20,78 m (MR)           | Nadezhda Ostapchuk 20,49 m          | Jillian Camarena 20,18 m (NR)     |
| Lancer du javelot | Christina Obergföll 68,01 m (WL, MR) | Barbora Špotáková 67,57 m (SB)      | Mariya Abakumova 65,12 m          |

## Légende
Records et Performances
- AR : Record continental (area record)
- CR : Record des championnats (championship record)
- MR : Record du meeting (meet record)
- NR : Record national (national record)
- OR : Record olympique (olympic record)
- PR : Record paralympique (paralympic record)
- PB : Record personnel (personal best)
- SB : Meilleure performance personnelle de la saison (season's best)
- WL : Meilleure performance mondiale de l'année (world leader)
- WJR : Record du monde junior (world junior record)
- WR : Record du monde (world record)

Circonstances et Conditions
- DNF : N'a pas terminé (did not finish)
- DNS : N'a pas pris le départ (did not start)
- DQ : Disqualification (disqualification)
- NM : Aucun essai valable enregistré (No Mark)
- Q : Qualifié « directement » au prochain tour (ou à la prochaine compétition), lors d'une compétition majeure, grâce au classement ou à la réalisation des minima (automatic qualifier)
- q : Qualifié au prochain tour (ou à la prochaine compétition), lors d'une compétition majeure, grâce au repêchage ou à la réalisation de l'une des meilleures performances parmi celles des « non qualifiés directement » (grâce au meilleur temps ou à la meilleure distance par exemple) (secondary qualifier)